# Madanamadu, Chiknayakanhalli
Madanamadu là một làng thuộc tehsil Chiknayakanhalli, huyện Tumkur, bang Karnataka, Ấn Độ.